# رابرت تورنبی

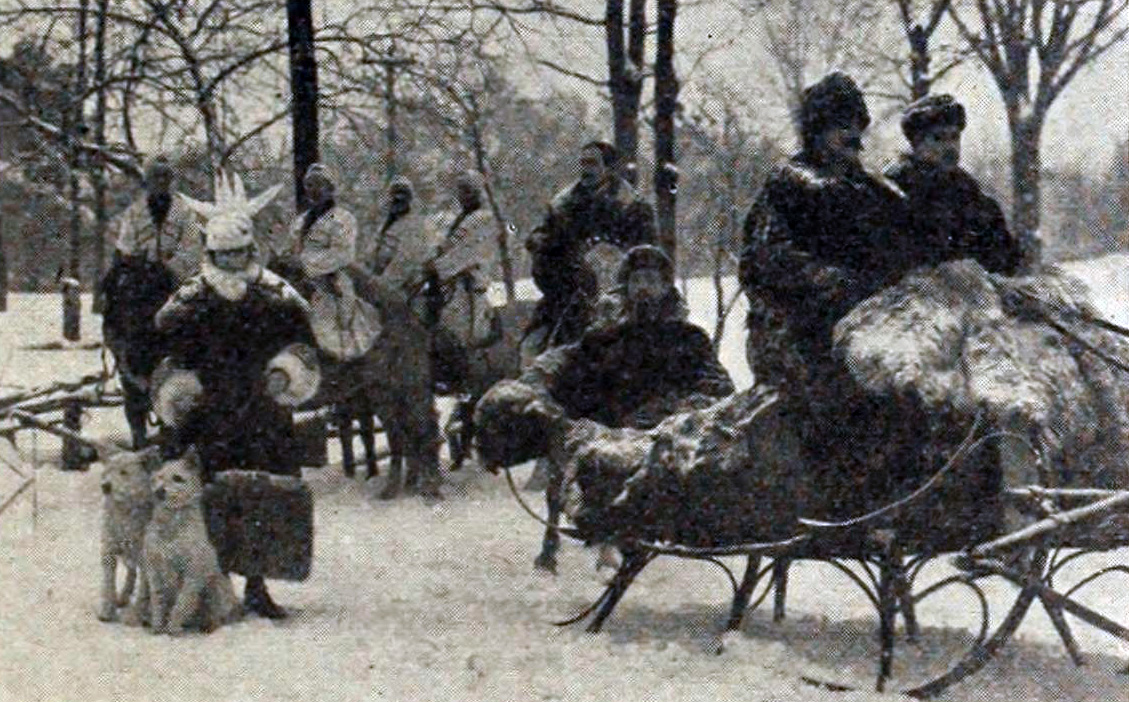
The Crucial Test (۱۹۱۶)

رابرت تورنبی (انگلیسی: Robert Thornby؛ ۲۷ مارس ۱۸۸۸ – ۶ مارس ۱۹۵۳) یک هنرپیشه، و کارگردان فیلم دوره صامت اهل ایالات متحده آمریکا بود. وی بین سال‌های ۱۹۱۱ تا ۱۹۳۰ میلادی فعالیت می‌کرد.

## فیلم‌شناسی
- گروگان‌گیری